# عايش تيسير
عايش تيسير (بالإنجليزية: Aatish Taseer)‏ صحفي بريطاني من أصل باكستاني هندي ووالده سلمان تيسير حاكم إقليم البنجاب الثامن والعشرين، ووالدته تافلين سينج (بالإنجليزية: Tavleen Singh)، كاتبة عمود هندية ومراسلة صحفي سياسي وكاتبة. نال شهرته بسبب علاقته ب جابرييلا وندسور ابنة مايكل امير كنت. في عام 2016 تزوج ريان ديفيز (بالإنجليزية: Ryan Davis).